# 후루야 쓰네히라
후루야 쓰네히라(일본어: 古谷 経衡, 1982년 11월 10일 ~ )는 일본의 작가, 평론가이다. '오피스 투원' 소속으로 활동하고 있다.

## 생애
일본 홋카이도 삿포로시에서 태어났다. 1998년 고교 1학년 때 공황장애를 겪음. 리쓰메이칸 대학 역사학부에서 일본사 전공. 2010년 기업을 창업해 인터넷과 보수, 매스컴, 만화 평론 등을 주제로 글을 써서 잡지 기고를 했다. 2014년 11월부터 특정비영리활동법인 '고토영상진흥사업단' 이사장을 맡았다. 2015년부터는 라디오와 텔레비전 방송에 출연하고 있다.

## 주요 주장, 발언, 활동
코바야시 요시노리의 영향으로 보수 사상에 기울었고, 넷우익이라고 불리는 층에 공감했지만, 이후 이들의 '생각의 편협함과 편향성'에 실망해 거리를 두고 관찰하는 입장으로 바뀌었다가 비판하는 입장으로 다시 바뀌었다고 한다.
스스로 '개헌파', '외교 매파'를 자처하지만 배외주의적 편향이나 인종차별에는 반대 자세를 관철하겠다고 한다. 이전에는 헤이트스피치를 법적으로 규제하는데 대해서는 '무엇이 문제인지 알 수 없게 된다'고 반대했지만, 최근에는 헤이트스피츠를 하는 당사자 말고 그 근원인 우파 유튜버 등을 규제해야 한다고 주장하고 있다.  일본군위안부에 대해서도 과거에는 "강제 연행이 아니다"라고 주장했지만, 최근에는 "종군위안부는 결코 자유의사로 간 것이 아니다"라고 말하고 있다.